# Huang Nubo

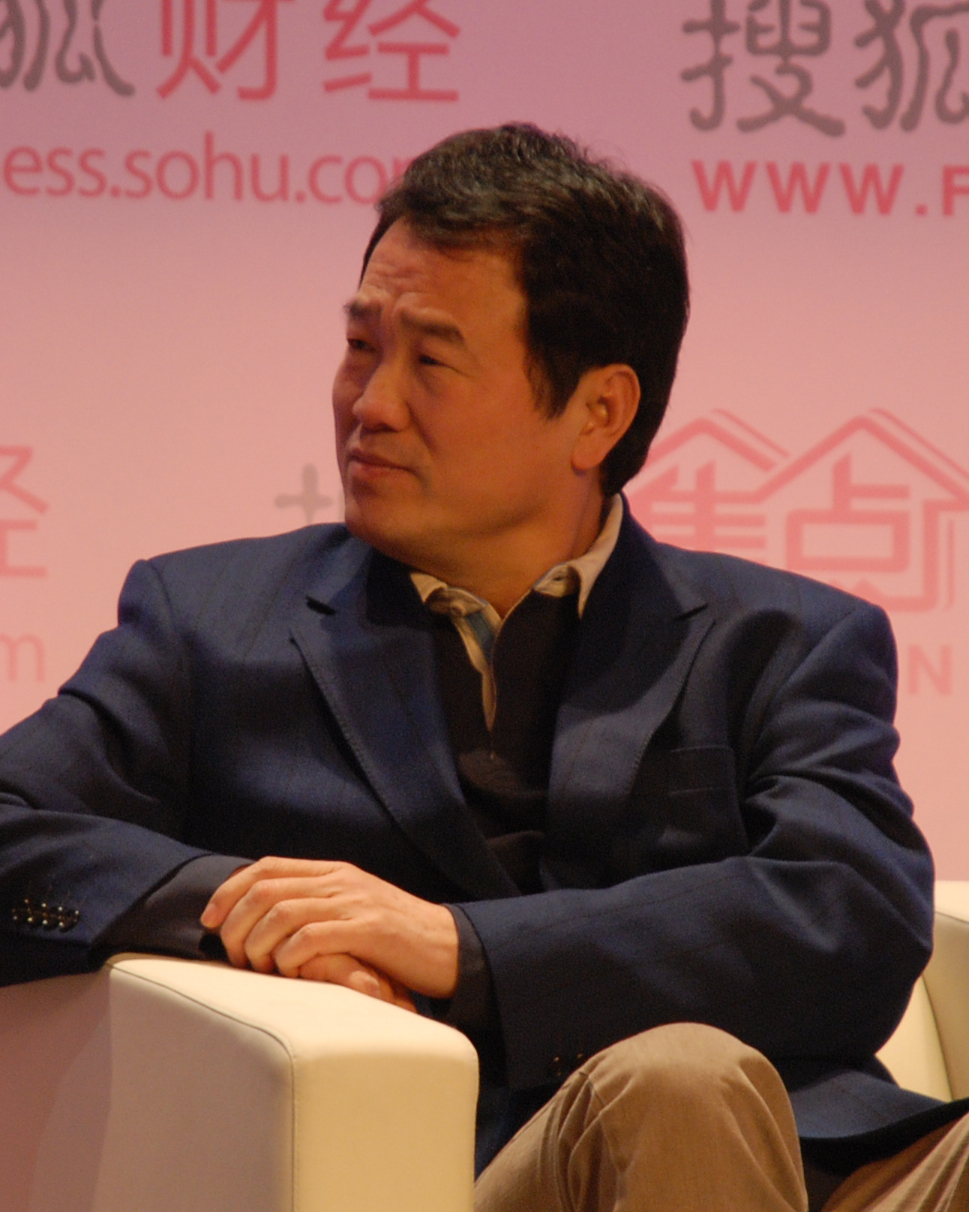
Huang Nubo, 2012

Huang Nubo (chinesisch 黄怒波, Pinyin Huáng Nùbō; * Juni 1956 in der Volksrepublik China) ist ein chinesischer Unternehmer und Extremsportler.
Unter dem Pseudonym Luo Ying (chinesisch 骆英, Pinyin Luò Yīng) betätigt sich Huang als Dichter.

## Leben
Huang hat an der Pekinger China Europe International Business School (CEIBS) einen Abschluss als Executive Master of Business Administration absolviert. Er gründete im Jahr 1995 die private Gesellschaft für Ferienimmobilien Beijing Zhongkun Investment Group, deren Kunden hauptsächlich aus der chinesischen Mittelschicht stammen. Das Wirtschaftsmagazin Forbes Magazine führt ihn als die Nr. 129 der 400 reichsten Chinesen auf. Bekannt wurde Huang durch seine geplante Investition von 200 Mio. US-Dollar im Nordosten Islands auf 300 km2 in der Gemeinde Grímstaðir. Dort plante er, ein Feriengebiet mit eigenem Flugplatz, einem 120 Zimmer-Hotel, Golfplatz und Reitstall errichten zu lassen. Wegen Bedenken der Regierung Islands konnte das Projekt bisher nicht fortgeführt werden. Im Mai 2014 kaufte Huang im Norden Norwegens in der Gemeinde Lyngen in Troms ca. einen Quadratkilometer Land, auf dem er eine Luxusanlage für chinesische Touristen errichten lassen will.
Huang bestieg den Mt. Everest und bereiste sowohl Nord- als auch Südpol. Er engagiert sich für den Naturschutz und ist Regionaldirektor von The Nature Conservancy und Wild Aid. Im September 2013 begann Huang seine auf zehn Jahre konzipierte Reise zu den 981 Stätten des UNESCO-Weltkulturerbes in 160 Ländern. Er will jeweils zwanzig Tage reisen und zehn Tage in Peking arbeiten. Seine erste Station war Deutschland mit Aachen und Trier als Beginn.
Als Dichter Luo Ying veröffentlichte er im Jahr 2013 seinen ersten Gedichtband (Kakerlaken-Kunde) in deutscher Sprache.
Seine Werke wurden bisher in Englisch, Französisch, Japanisch, Mongolisch, Türkisch etc. publiziert.

## Veröffentlichungen
- Luo Ying: chinesisch 《小兔子及其他》, Pinyin Xiǎo tùzi jí qítā (Kleine Hasen und Anderes), 2008.
- Luo Ying: chinesisch 《落英集》, Pinyin Luò Yīng jí (Selected poems of Luo Ying), 2009; übersetzt von Michael Day. World Poetry Almanac, Ulaanbaatar, Mongolei.
- chinesisch 《第九夜》, Pinyin Dìjiǔ yè (Die neunte Nacht), gedruckt in Taiwan.
- Kakerlaken-Kunde (chinesisch 《蟑螂说》, Pinyin Zhāngláng shuō): Gedichte; deutsch/chinesisch. Georg Olms Verlag, Hildesheim/Zürich/New York City 2013, ISBN 978-3-487-15054-3.
- Luo Ying: Wen ge ji yi (Memory of the Cultural Revolution), 2014, ISBN 978-9-865813338.
  - English by Denis Mair: Memories of the Cultural Revolution: Poems. University of Oklahoma Press, Norman, Oklahoma, USA, ISBN 978-0-806149172.
- Herr Huang in Deutschland. Ein Chinese auf Weltreise zum Kulturerbe. Georg Olms Verlag 2015, ISBN 978-3-487-08550-0.